# Clase Rodman-55
La Clase Rodman-55 es una serie de patrulleras diseñadas y fabricadas por el astillero español Rodman Polyships, de la parroquia de Meira, municipio de Moaña, Pontevedra. 
Existen distintas variantes dentro de esta misma clase entre las que encontramos:
- Rodman-55HJ
- Rodman-55M

## Rodman-55HJ
Estas patrulleras de alta velocidad están construidas con materiales compuestos avanzados, como multiaxiales híbridos de aramida y vidrio E, así como con otras fibras tales como el kevlar, y laminado con resinas isoftálicas, formando un laminado monolítico o de una sola pieza.
Prestan servicio activo con el Servicio de Vigilancia Aduanera, en dónde causaron alta con el nombre de clase Cormorán en el año 1989, y en el Servicio Marítimo de la Guardia Civil dónde prestan servicio desde el año 2003 bajo la denominación de su cabeza de serie, la Río Arba.
Hay que tener en cuenta que la cabeza de serie de la clase Cormorán del Servicio de Vigilancia Aduanera era un modelo experimental del que más tarde derivaría la serie completa, de ahí que encontremos diferencias entre las características de las distintas unidades.

Así mismo el Servicio Marítimo de la Guardia Civil opera dos embarcaciones Rodman-55HJ de la clase Canarias, propiedad del Gobierno de Canarias, de ahí el nombre de la clase, pero cedidas para su operación a aquel. Son similares a las construidas para el Gobierno de Chipre. Por ello presentan diferencias en la superestructura y la motorización respecto del resto de unidades en servicio, tratándose más bien de un modelo derivado de las anteriores.
| Características técnicas generales de la serie | Características técnicas generales de la serie |
| ---------------------------------------------- | ---------------------------------------------- |
| Eslora                                         | 17,33 metros                                   |
| Manga                                          | 3,80 metros                                    |
| Puntal                                         | 2,10 metros                                    |
| Calado                                         | 0,85 metros                                    |
| Motorización                                   | 2 x MTU 12V183 TF94                            |
| Potencia                                       | 2 x 1.301CV a 2.400 R.P.M                      |
| Propulsión                                     | 2 Hidrojets Hamilton                           |
| Velocidad Máxima                               | superior a los 50 nudos                        |
| Autonomía                                      | 350 millas                                     |
| Tripulación                                    | 4/5 personas                                   |

## Rodman-55M
En España fue el primer tipo de patrullero, junto con la clase Saeta 39, con que contó el SEMAR, que recibió 14 unidades de esta serie entre los años 1991 y 1996.
En la actualidad quedan 10 unidades en servicio con la Guardia Civil, habiendo causado baja por hundimiento una de ellas y habiendo sido donadas las otras tres, dos a la Gendarmería de Mauritania y otra a Senegal.
Modelos de lancha muy similares a éste prestan servicio en distintas administraciones dependientes de distintas comunidades autónomas con muy variados cometidos. 
Cinco ejemplares de este modelo fueron adquiridos por la Armada Paraguaya y otros tantos por la de Surinam.
| Características técnicas | Características técnicas |
| ------------------------ | ------------------------ |
| Eslora                   | 16,50 metros             |
| Manga                    | 3,80 metros              |
| Puntal                   | 2,45 metros              |
| Calado                   | 0,70 metros              |
| Casco                    | Fibra de vidrio          |
| Motorización             | 2 motores MAN            |
| Potencia                 | 1360 CV                  |
| Propulsión               | 2 Hidrojets Hamilton     |
| Velocidad Máxima         | 35 nudos                 |
| Autonomía                | 500 Millas               |
| Tripulación              | 4 personas               |